# Jack Palance
Jack Palance (n. Volodymyr Jack Palahniuk; n. 18 februarie 1919, Lattimer⁠(d), Luzerne, Pennsylvania, SUA – d. 10 noiembrie 2006, Montecito⁠(d), Comitatul Santa Barbara, California, SUA) a fost un actor american. De-a lungul carierei de jumătate de secol de film și televiziune, Jack Palance a fost nominalizat la trei premii Oscar, toate la categoria Cel mai bun actor în rol secundar, câștigând unul în 1991 pentru rolul lui Curly din City Slickers.

## Filmografie
| An   | Film                                         | Note |
| ---- | -------------------------------------------- | --- |
| 1950 | Panic in the Streets                         | |
| 1950 | Halls of Montezuma                           | |
| 1952 | Sudden Fear                                  | Nominalizare – Premiul Oscar pentru cel mai bun actor în rol secundar |
| 1953 | Shane                                        | Nominalizare – Premiul Oscar pentru cel mai bun actor în rol secundar |
| 1953 | Man in the Attic                             | |
| 1953 | Second Chance                                | |
| 1953 | Arrowhead                                    | |
| 1953 | Flight to Tangier                            | |
| 1954 | The Silver Chalice                           | |
| 1954 | Sign of the Pagan                            | as 'Attila, the Hun' |
| 1955 | The Big Knife                                | |
| 1955 | I Died a Thousand Times                      | |
| 1955 | Kiss of Fire                                 | |
| 1956 | Attack                                       | |
| 1956 | Playhouse 90: Requiem for a Heavyweight      | (TV) |
| 1957 | House of Numbers                             | |
| 1957 | The Lonely Man                               | |
| 1958 | The Man Inside                               | |
| 1959 | Flor De Mayo                                 | |
| 1959 | Ten Seconds to Hell                          | |
| 1960 | Austerlitz                                   | |
| 1960 | The Barbarians                               | |
| 1961 | Sword of the Conqueror                       | |
| 1961 | Mongolii (I mongoli)                         | |
| 1961 | Barabbas                                     | |
| 1961 | Warriors Five                                | |
| 1962 | Night Train to Milan                         | |
| 1963 | Contempt                                     | |
| 1965 | Once a Thief                                 | |
| 1966 | The Professionals                            | |
| 1966 | Alice Through the Looking Glass              | |
| 1967 | Kill a Dragon                                | |
| 1967 | Torture Garden                               | |
| 1968 | Mercenarul                                   | as Curly |
| 1969 | Marquis de Sade: Justine                     | |
| 1969 | Legion of the Damned                         | |
| 1969 | The Desperados                               | as Parson Josiah Galt |
| 1969 | Che!                                         | as Fidel Castro |
| 1970 | Compañeros                                   | |
| 1970 | Monte Walsh                                  | |
| 1971 | Horsemen                                     | |
| 1972 | Chato's Land                                 | |
| 1972 | It Can Be Done Amigo                         | |
| 1973 | Father Jackleg (Originally Tedeum)           | |
| 1973 | Oklahoma Crude                               | |
| 1973 | Brothers Blue                                | |
| 1974 | Craze                                        | |
| 1975 | The Great Adventure                          | |
|      | The Four Deuces                              | |
| 1976 | God's Gun                                    | |
| 1976 | Mister Scarface                              | |
| 1976 | Blood and Bullets                            | |
| 1976 | The Cop in Blue Jeans                        | |
| 1976 | Black Cobra Woman                            | |
| 1977 | Portrait of a Hitman                         | |
| 1977 | Welcome To Blood City                        | |
| 1978 | The One Man Jury                             | |
| 1979 | Angels' Brigade                              | |
| 1979 | Cocaine Cowboys                              | lead role |
| 1980 | Hawk the Slayer                              | (as Voltan) |
| 1980 | Without Warning                              | |
| 1987 | Bagdad Café                                  | |
| 1988 | Gor                                          | |
| 1988 | Young Guns                                   | |
| 1989 | Batman                                       | as Carl Grissom |
| 1989 | Outlaw of Gor                                | |
| 1989 | Tango & Cash                                 | |
| 1990 | Solar Crisis                                 | |
| 1991 | City Slickers                                | Academy Award for Best Supporting Actor American Comedy Award for Funniest Supporting Actor in a Motion Picture Golden Globe Award for Best Supporting Actor – Motion Picture Nominated – Chicago Film Critics Association Award for Best Supporting Actor |
| 1993 | Cyborg 2                                     | |
| 1994 | City Slickers II: The Legend of Curly's Gold | |
| 1994 | The Swan Princess                            | voice |
| 1994 | Cops & Robbersons                            | |
| 1999 | Treasure Island                              | (as Long John Silver) |
| 2002 | Talking to Heaven                            | |
| 2003 | Between Hitler and Stalin                    | narrator |

### Filme/Seriale TV
| An   | Titlu                                          | Rol                                               |
| ---- | ---------------------------------------------- | ------------------------------------------------- |
| 1968 | Dr. Jekyll and Mr. Hyde                        | Henry Jekyll and Edward Hyde                      |
| 1973 | Bram Stoker's Dracula                          | Count Dracula                                     |
| 1974 | The Godchild                                   | Rourke                                            |
| 1975 | The Hatfields and the McCoys                   | Devil Anse Hatfield                               |
| 1979 | The Last Ride of the Dalton Gang               | Will Smith                                        |
| 1980 | The Ivory Ape                                  | Marc Kazarian                                     |
| 1980 | The Golden Moment: An Olympic Love Story       | Whitey Robinson                                   |
| 1981 | Evil Stalks This House                         | Stokes                                            |
| 1992 | Keep the Change                                | Overstreet                                        |
| 1994 | The Twilight Zone: Rod Serling's Lost Classics | Dr. Jeremy Wheaton (segment "Where the Dead Are") |
| 1995 | Buffalo Girls                                  | Bartle Bone                                       |
| 1997 | I'll Be Home for Christmas                     | Bob                                               |
| 1997 | Ebenezer                                       | Ebenezer Scrooge                                  |
| 1998 | The Incredible Adventures of Marco Polo        | Beelzebub                                         |
| 1999 | Sarah, Plain and Tall: Winter's End            | John Witting                                      |
| 2001 | Living With the Dead                           | Allan Van Praagh                                  |
| 2004 | Back When We Were Grownups                     | Paul 'Poppy' Davitch                              |

### Emisiuni de televiziune
| An        | Titlu                           | Rol                           | Note                                                                           |
| --------- | ------------------------------- | ----------------------------- | ------------------------------------------------------------------------------ |
| 1950      | Lights Out                      |                               | Episodul "The Man Who Couldn't Remember"                                       |
| 1952      | Westinghouse Studio One         |                               | Episodul "The King in Yellow"                                                  |
| 1952      | Curtain Call                    |                               | Episodul "Azaya"                                                               |
| 1952      | Westinghouse Studio One         |                               | Episodul "Little Man, Big World"                                               |
| 1952      | The Gulf Playhouse              |                               | Episodul "Necktie Party"                                                       |
| 1953      | Danger                          |                               | Episodul "Said the Spider to the Fly"                                          |
| 1953      | The Web                         |                               | Episodul "The Last Chance"                                                     |
| 1953      | Suspense                        | Tom Walker                    | Episodul "The Kiss-Off"                                                        |
| 1953      | The Motorola Television Hour    | Scott Malone/Kurt Bauman      | Episodul "Brandenburg Gate"                                                    |
| 1953      | Suspense                        |                               | Episodul "Cagliostro and the Chess Player"                                     |
| 1955      | What's My Line                  | Rolul său                     | Mystery guest                                                                  |
| 1956      | Playhouse 90                    | Harlan "Mountain" McClintock  | "Requiem for a Heavyweight" Emmy Award for Best Single Performance by an Actor |
| 1956      | Zane Grey Theatre               | Dan Morgan                    | Episodul "The Lariat"                                                          |
| 1957      | Playhouse 90                    | Monroe Stahr                  | "The Last Tycoon"                                                              |
| 1957      | Playhouse 90                    | Manolete                      | "The Death of Manolete"                                                        |
| 1963      | The Greatest Show on Earth      | Circus manager Johnny Slate   | Series – top billing                                                           |
| 1964      | What's My Line                  | Himself                       | Mystery guest                                                                  |
| 1965      | Convoy                          | Harvey Bell                   | Episodul "The Many Colors of Courage"                                          |
| 1966      | Run for Your Life               | Julian Hays                   | Episodul "I Am the Late Diana Hays"                                            |
| 1966      | Alice Through the Looking Glass | Jabberwock                    | (Live Theatre)                                                                 |
| 1966      | The Man from U.N.C.L.E.         | Louis Strago                  | 2 episoade "The Concrete Overcoat Affair: Parts I and II"                      |
| 1968      | They Came to Rob Las Vegas      |                               |                                                                                |
| 1971      | Net Playhouse                   | President Jackson             | "Trail of Tears"                                                               |
| 1973      | The Sonny & Cher Comedy Hour    | Rolul său                     |                                                                                |
| 1975      | Bronk                           | Det. Lt. Alex 'Bronk' Bronkov | Series                                                                         |
| 1979      | Buck Rogers in the 25th Century | Kaleel                        | Episodul "Planet of the Slave Girls"                                           |
| 1979      | Unknown Powers                  | Prezentator/Narator           |                                                                                |
| 1981      | Tales of the Haunted            | Stokes                        | Episodul "Evil Stalks This House"                                              |
| 1982–1986 | Ripley's Believe It or Not!     | Rolul său – Gazdă             | Series                                                                         |
| 2001      | Night Visions                   | Jake Jennings                 | Episodul "Bitter Harvest"                                                      |

## Legături externe
- Jack Palance la Internet Movie Database
- Jack Palance la TCM Movie Database
- en Jack Palance la Internet Broadway Database
- Jack Palance la Find a Grave